# Вьетнамско-индонезийские отношения
Вьетнамско-индонезийские отношения — двусторонние дипломатические отношения между Вьетнамом и Индонезией, установленные 30 декабря 1955 года. Двусторонний товарооборот в 2023 году составил 13,3 млрд долларов. Доля Вьетнама в индонезийском экспорте в 2022 году была 2,9 %, а в импорте 2,0 %.

## История
Дипломатические отношения между Вьетнамом и Индонезией были установлены 30 декабря 1955 года.
28 июня 2013 года был подписан договор о двустороннем стратегическом партнёрстве Вьетнама и Индонезии.
12 октября 2018 года Джоко Видодо и Нгуен Суан Фук встретились на Бали.
21 — 23 декабря 2022 года в Индонезию совершил государственный визит Нгуен Суан Фук и были подписаны три меморандума о взаимопонимании
9 мая 2023 года Джоко Видодо и премьер-министр Вьетнама Фам Минь Тинь встретились в Лабуан Баджо.

## Экономические отношения
Двусторонний товарооборот в 2021 году составил 11,1 млрд долларов. Доля Вьетнама в 2022 году в экспорте Индонезии составила 2,9 %, а в импорте была 2,0 %. В 2023 году двусторонний товарооборот составил 13,3 млрд долларов: индонезийский экспорт был 8,5 млрд долларов, а вьетнамский экспорт составил 4,8 млрд долларов. Вьетнам закупал в Индонезии следующие товары:
- Каменный уголь на более, чем 1,1 млрд долларов в 2022 году;
- Транспортные средства и запасные части к ним на более, чем 1,4 млрд долларов в 2022 году;
- Сталь и железо на более, чем 1 млрд долларов в 2022 году;
- Пальмовое масло на 739,9 млн долларов в 2022 году;
- Продукция химической промышленности на более, чем 600 млн долларов в 2022 году;
- Сигареты «кретек» на 100,9 млн долларов в 2022 году.

Индонезия импортировала из Вьетнама рис, фрукты, текстиль, обувь, пластик в первичной форме и прокат, а также электрооборудование.
Индонезийские инвестиции в экономику Вьетнама на начало 2023 года составили 639 млн долларов в 106 проектов. Вьетнамские инвестиции в экономику Индонезии составили 59 млн долларов в 17 проектов.
12 декабря 2012 года вьетнамская авиакомпания открыла прямое авиасообщение Хошимин — Джакарта.
Взаимный туристический поток незначителен. В 2022 году Индонезию посетили 62,2 тысячи туристов из Вьетнама, а Вьетнам в 2022 году посетили 36,1 тысячи туристов из Индонезии.

## Вьетнамское браконьерство
В 2021 году силовые структуры Индонезии задержали 75 судов, из которых 39 плавали под флагом Вьетнама.